# آلتنز
آلتنز (به انگلیسی: Altens) یک منطقهٔ مسکونی در بریتانیا است.